# Wollastonit
Wollastonit hay rivait là một khoáng vật silicat mạch calci (CaSiO3) chứa một lượng nhỏ các nguyên tố sắt, magie, và mangan ở vị trí thay thế cho calci. Nó thường có màu trắng. Nó hình thành khi đá vôi hoặc doloston không tinh khiết chịu áp lực và nhiệt độ cao đôi khi có mặt của các dung dịch chứa silica như ở dạng hình thành skarn hoặc trong các đá biến chất tiếp xúc. Các khoáng vật cộng sinh bao gồm granat, vesuvianit, diopside, tremolit, epidot, plagioclase feldspar, pyroxen và calcit. Tên của khoáng vật này được đặt theo tên nhà hóa học và khoáng vật học người Anh William Hyde Wollaston (1766–1828).